# AMD CPU微架構列表
以下是超微半導體（AMD）CPU的微架構/微體系結構（英語：microarchitecture）列表。

## x86指令集架構下的微架構

### K5 微架構

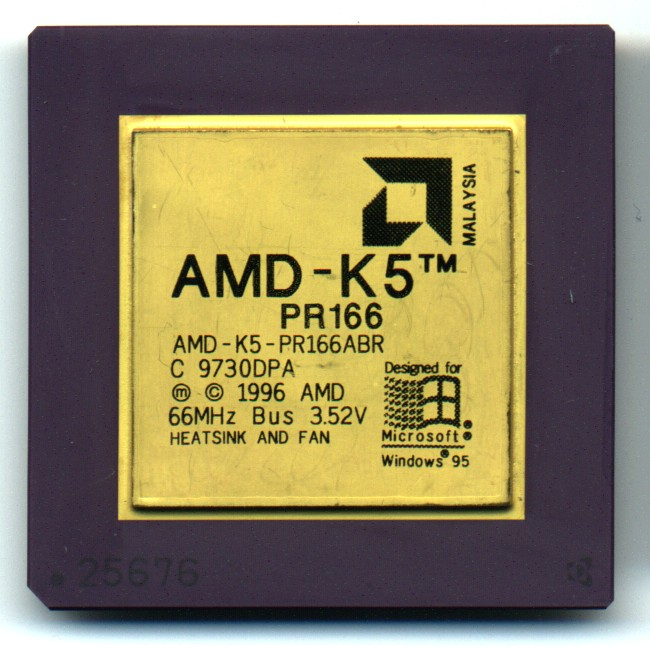
AMD K5 PR166

- K5 - AMD 的首個原創微架構。K5基於Am29000的微架構，並且添加一個x86的解碼器。 即使這個設計的原理和Pentium Pro相同，而實際性能更像是Pentium。

### K6 微架構

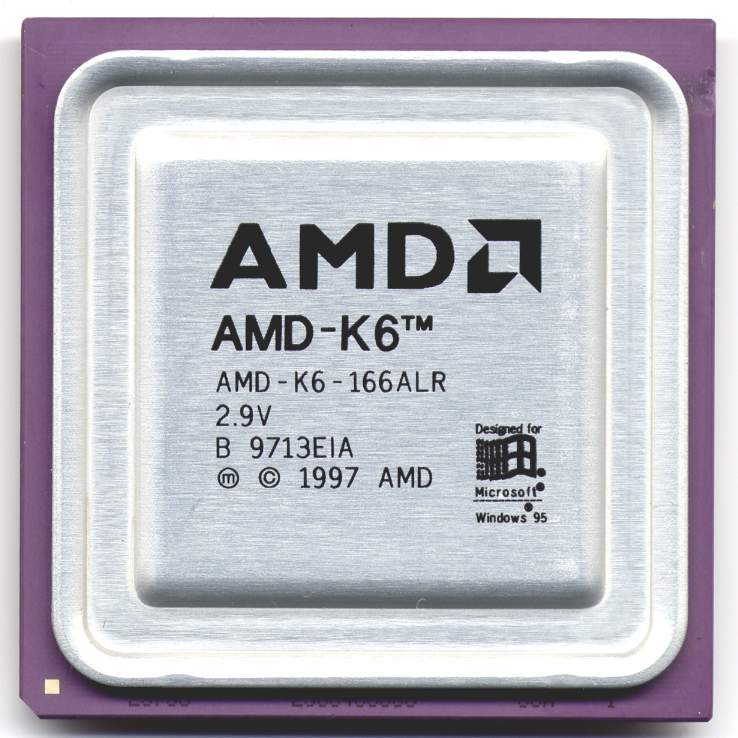
Original K6 (Model 6)

- K6 - K6並非基於K5，而是基於當時已經被AMD所收購的 NexGen 所設計的Nx686處理器，K6的針腳兼容 Intel Pentium。
  - k6-2 微架構 - 增加 3DNow! SIMD 指令集。
  - K6-III 微架構 - 有3級緩存，64KB L1 一級緩存，256KB L2 二級全速緩存，最高可達2MB的主板裝載(motherboard mounted) L3 三級緩存。

### K7 微架構
- K7 - 是 AMD Athlon 和 Athlon XP 的微架構。

### K8 微架構
- K8 是全球首款x86-64處理器，整合了記憶體控制器(Integrated Memory Controller)，採用HyperTransport技術，二級緩存L2增加到1MB（1128 KB），增加SSE指令集。後期的K8增加SSE3。K8在2003年4月22日上市。HyperTransport取代傳統的前端總線，讓CPU直接和內存鏈接。
  - Dual core K8 - 雙核心的Athlon 64 X2。

### K9
被取消。

### K10 微架構
- K10 微架構 - 代號為 Barcelona，是AMD系列的第十代微架構，內置四個核心，共享 Level 3 Cache 第三級緩存，128位浮點單元，AMD-V Nested Paging virtualization 和 HyperTransport 3.0 。

### Griffin 處理器核心
- Griffin 處理器核心 - Griffin 的設計只是用於移動平台(AMD mobile platform)，應用於Turion 64處理器。Griffin 在2008年發布於 Puma 平台(Puma platform（页面存档备份，存于） )。Griffin 基於65nm製程的K8版本G(K8 revision G)，特別對移動市場的需求使用能源最優化技術(power optimization technologies)。事實上，Griffin 的能源最優化技術超越其他AMD系列第十代微架構。

### Llano（12h）微架構
Llano 處理器核心 - 基於AMD K10微架構，整合北橋和GPU設計，沒有L3快取。

### AMD 15h
典型產品有AMD APU和AMD FX。
- AMD Bulldozer - 是继 K10 之后，使用 AMD M-SPACE 模块化设计方法（modular design methodology）的下一代微架構。Bulldozer是为功耗在10W至100W类别的处理器而设计，应用XOP和FMA指令集，并且能结合GPU核心（AMD APU）。
- AMD Piledriver - 第二代AMD 15h微架構。
- AMD Steamroller - 第三代AMD 15h微架構。
- AMD Excavator - 第四代AMD 15h微架構。

### AMD 14h/16h
- AMD Bobcat处理器核心（AMD 14h） - Bobcat 是 AMD Bulldozer 能源功耗在 1W 至 10W 的版本，這個微處理器核心是一個非常精簡的 x64 核心。
- AMD Jaguar（AMD 16h） - AMD Bobcat的後續者。
- AMD Puma（第二代AMD 16h） - AMD Jaguar的後續者。

### Zen 微架構
- Zen - 於2017年推出，是多年來效能最接近Intel的產品。採用14納米製程。
- Zen+ - 於2018年推出，CPU晶片採用12納米製程。
- Zen 2 - 於2019年推出，CPU晶片採用台積電的7納米製程。
- Zen 3 - 於2020年10月8日推出，CPU晶片依旧是上一代所用台積電的7纳米工艺。
- Zen 4 - 於2022年9月推出，CPU晶片使用台積電的5納米製程。

## ARM指令集架構下的微架構
- K12

## 外部連結
- AMD的主頁（页面存档备份，存于）